# Tabe
Doença (neurosífilis) que provoca a falta de coordenação motora dos membros e perturbações do equilíbrio, com lesões na medula espinal, também conhecida como tabes.

## Tratamento
Penicilina, administrada por via intravenosa, é o tratamento de primeira escolha. A dor associada pode ser tratada com analgésicos opióides, valproato ou carbamazepina. Os pacientes podem necessitar também de reabilitação física.

## Prevenção
Evitar contato sexual direto com indivíduos portadores da doença. 

## Curiosidades
Foi a doença responsável pela morte do craque jogador de futebol Heleno